# Edera Pola
Edera Pola (wł. Associazione Sportiva Edera) – włoski klub piłkarski, mający siedzibę w mieście Pula, w północno-wschodniej części kraju, działający w latach 1912–1926.

## Historia
Chronologia nazw:
- 1912: Associazione Sportiva Edera
- 1912: klub rozwiązano
- 1921: Associazione Sportiva Edera
- 1926: klub rozwiązano – po fuzji z Giovanni Grion

Klub sportowy AS Edera został założony w miejscowości Pola (tak wtedy po włosku brzmiała nazwa miasta) w styczniu 1912 roku. Sekcja piłkarska była częścią Towarzystwa Sportowego Edera, założonego w sierpniu 1910 roku. Członkowie Edera pochodzili z klasy robotniczej. Zrzeszał ludzi skłonnych do socjalistycznych poglądów. 2 stycznia 1912 roku, w dniu otwarcia nowego boiska rozegrała mecz z FC Polese. Z powodu szerzenia politycznych idei socjalistycznych w sierpniu 1912 roku Towarzystwo Sportowego Edera otrzymało zakaz działania. Gracze w większości przenieśli się do Circolo Sportivo Internazionale i FC Polese.
Działalność towarzystwa sportowego Edere wznowiono w listopadzie 1921 roku. Największym rywalem był faszystowski Grion. W sezonie 1921/22 zespół startował w Campionato Giuliano. Przed rozpoczęciem sezonu 1922/23 ze względu na kompromis Colombo dotyczący restrukturyzacji mistrzostw, klub razem z Grion Pola został zakwalifikowany do Seconda Divisione (D2). Po wygraniu grupy E następnie zajął trzecie miejsce w grupie B półfinału. W 1924 roku został zdegradowany do Terza Categoria Venezia-Giulia.
Po zakończeniu sezonu 1925/26, po wielokrotnych nieudanych próbach połączenia z miejscowym rywalem Grion Pola, w końcu klub został zmuszony przez reżim faszystowski do połączenia z Grionem, po czym  został rozwiązany.

## Barwy klubowe, strój
|  |

Klub ma barwy fioletowe. Zawodnicy domowe spotkania zazwyczaj grają w białych koszulkach, białych spodenkach oraz białych getrach.

## Sukcesy

### Trofea międzynarodowe
Nie uczestniczył w rozgrywkach europejskich (stan na 31-05-2020).

### Trofea krajowe
| \| \| Zdobyte trofea w rozgrywkach Włoch (stan na: 31-08-2020) \| |                                                          |      |                 |
| Rozgrywki                                                         | Osiągnięcie                                              | Razy | Sezon(y)        |
| · Mistrzostwo                                                     | I miejsce                                                | 0    |                 |
| · Mistrzostwo                                                     | II miejsce                                               | 0    |                 |
| · Mistrzostwo                                                     | III miejsce                                              | 0    |                 |
| · Puchar                                                          | zdobywca                                                 | 0    |                 |
| · Puchar                                                          | finalista                                                | 0    |                 |
| II liga                                                           | I miejsce                                                | 1    | 1922/23 (D)     |
| II liga                                                           | II miejsce                                               | 0    |                 |
| II liga                                                           | III miejsce                                              | 1    | 1922/23 (finał) |
| Włochy                                                            | Zdobyte trofea w rozgrywkach Włoch (stan na: 31-08-2020) |      |                 |

## Struktura klubu

### Stadion
Klub piłkarski rozgrywa swoje mecze domowe na Campo Sportivo "Principe Umberto" w mieście Pula.

### Derby
- AC Dalmazia
- Fincantieri Monfalcone
- US Fiumana
- Gloria Fiume
- Grion Pola
- NK Izola
- Olympia Fiume
- AC Pro Gorizia
- US Triestina Calcio 1918